# 다산신도시
다산신도시는 대한민국 경기도 남양주시에 위치한 남양주 다산진건 공공주택지구와 남양주 다산지금 공공주택지구를 통틀어 이르는 명칭이다. 보금자리주택 사업을 목적으로 2009년 12월에 시작하여 2018년 6월에 완공되었다. 남양주시의 구 지금동, 도농동과 진건읍 배양리 일원을 대상으로 사업을 진행하며, 해당 구역은 다산동으로 통합되었다.
이례적으로 보금자리주택지구가 신도시라는 지명을 사용하고 있다.

## 역사
다산신도시는 2005년 남양주시 지금동 일대를 주택지구로 개발하고자 하는 계획에서 시작되었다. 본래 진건보금자리지구와 지금보금자리지구로 조성될 계획이였으나, 2013년 보금자리 주택지구가 정책상 사라지게 되자 경기도시공사는 이 두 지구를 합쳐 '다산도시'라는 명칭을 붙였다.
이후, 시기 및 목적 등은 알려지지 않았으나 다산도시에서 다산신도시라는 이름으로 바뀌게 되었다.

## 시설

### 행정기관
- 남양주시청2청사
- 남양주남부경찰서

### 교육기관
|  | - 다산초등학교 - 다산가람초등학교 - 다산새봄초등학교 - 다산한강초등학교 - 도농초등학교 - 미금초등학교 - 양정초등학교 | - 다산중학교 - 도농중학교 - 미금중학교 - 가운중학교 - 동화중학교 - 다산한강중학교 | - 도농고등학교 - 동화고등학교 - 가운고등학교 - 다산고등학교 |

## 교통

### 도로
북부간선도로가 신도시 북부인 다산1동을 지나며, 국도 제6호선이 신도시를 관통하여 지나간다. 신도시 남부지역인 다산2동 지역에는 수도권제1순환고속도로(남양주 나들목), 강변북로가 지나간다.

### 철도
● 수도권 전철 경의·중앙선 도농역이 신도시 일원을 지나고 있으며, ● 수도권 전철 8호선 연장 계획이 있다. 2024년 개통을 예정으로 하고 있으며, 역명은 미정이다.

## 같이 보기
- 별내신도시 (별내동)
- 남양주시